# フェルナンド・アルバレス・デ・トレド
フェルナンド・アルバレス・デ・トレド（Fernando Álvarez de Toledo, Duque de Alba, 1507年10月29日 - 1582年12月11日）は、スペインの第3代アルバ公爵。スペインの将軍。ガルシア・アルバレス・デ・トレド（第2代アルバ公ファドリケの嫡子）の子。

## 生涯
1535年以降、プロテスタント勢力打倒を目指すカール5世のために各地を転戦した。カール5世の退位後はフェリペ2世に仕え、1559年のカトー・カンブレジ条約を経て、1567年から属領ネーデルラントの総督となった。「血の審判所」と呼ばれた機関を設け、エフモント伯ラモラールを含む多くの新教徒を処刑したが、その恐怖政治もオラニエ公ウィレム1世を支持する北部ネーデルラントの市民階級の反抗をくじくことができなかった。1573年、後任のレケセンスと交代させられ、スペインへ帰国した。
その後も第一線で活躍し、ポルトガル王位継承戦争においてアルカンタラの戦いにおいてドン・アントニオを敗走させ、フェリペ2世によるポルトガル王位継承（イベリア連合）を決定づける勝利を挙げた。

## 子女
- フェルナンド（英語版）（1527年 - 1591年）
- ガルシア（1530年 - 1548年）
- ファドリケ（1537年 - 1585年）
- ディエゴ（1541年 - 1583年）
- ベアトリス（? - 1637年）